# Christopher Pike
Christopher Pike es un personaje ficticio de la franquicia de ciencia ficción Star Trek; su importancia dentro de la franquicia radica en que es el predecesor inmediato de James T. Kirk como capitán de la nave estelar USS Enterprise.
Es interpretado por el actor Jeffrey Hunter en el episodio piloto "The Cage" de la serie original. Cuando este piloto fue rechazado, Hunter se retiró de la serie y el personaje de Pike fue reemplazado por Kirk.  Más tarde, la serie estableció a Pike como el predecesor de Kirk en la historia de dos partes "The Menagerie", que utilizó ampliamente imágenes de archivo de "The Cage"; La historia encuadre incluía a un capitán de flota Pike, mayor, con cicatrices y discapacitado, interpretado por Sean Kenney. 
Las películas Star Trek y Star Trek en la oscuridad, que tienen lugar en una línea temporal alternativa, presentan a Bruce Greenwood como una versión de Pike que actúa como mentor del joven Kirk. Christopher Pike es un personaje principal de la segunda temporada de la serie Star Trek: Discovery interpretado por Anson Mount; ambientada varios años después de "The Cage", el programa hace que el Capitán Pike asuma el mando temporal del USS Discovery.  La serie Star Trek: Strange New Worlds, spin-off de Discovery, se centra en la época de Pike como capitán del USS Enterprise, con Mount retomando el papel.

## Apariciones

### Televisión

#### La Serie Original
Pike fue el segundo capitán del USS Enterprise (NCC-1701), y fue predecesor del capitán James T. Kirk. Llevó a cabo dos misiones de exploración de cinco años cada una. Durante nueve de esos diez años, el señor Spock estuvo bajo su mando.

##### La Jaula
Respondiendo a una señal de auxilio, el Enterprise llega al planeta Talos IV, donde una raza de telépatas intenta mantener cautivo a Pike engañándolo con ilusiones mentales de una joven llamada Vina. Finalmente, Pike logra escapar, pero Vina decide quedarse en Talos IV, ya que su juventud y belleza eran también una ilusión creada por los talosianos. La Flota Estelar declara el planeta en cuarentena permanente.
Estos acontecimientos son narrados en el episodio piloto de la serie original, que, a pesar de haber sido producido en 1964, sólo se exhibió completo en 1988.

##### La Colección de Fieras
Después de sufrir un grave accidente que lo deja totalmente paralizado, Pike se contacta con Spock, quien, ahora bajo el mando de Kirk, decide arriesgar su carrera secuestrando el Enterprise para llevarlo de vuelta a Talos IV, donde puede vivir dignamente el resto de su vida en compañía de Vina, gracias a la ilusión mental creada por los talosianos. Este pretexto argumental se ideó para usar el metraje del episodio piloto, nunca exhibido hasta entonces, en la forma de flash-backs que justificaban las acciones de Spock.

#### Star Trek: Discovery
Antes de aparecer en Star Trek: Discovery como personaje principal, se hace referencia a Pike dos veces en la primera temporada del programa. El episodio "Choose Your Pain" incluye a Pike en la base de datos de la Flota Estelar como uno de los capitanes más condecorados de la Flota Estelar a partir de 2256. (También se incluyen en la lista Jonathan Archer, Matt Decker, Philippa Georgiou y Robert April). Al final de la primera temporada de la serie, la USS Discovery, en camino Vulcano a recoger a su nuevo capitán, debe responder al llamado de emergencia de una nave de la Federación hasta ese momento no identificada, pero que, al final, es reconocida como la Enterprise.La elección de Anson Mount como el Capitán Pike para la segunda temporada se anunció el 9 de abril de 2018.

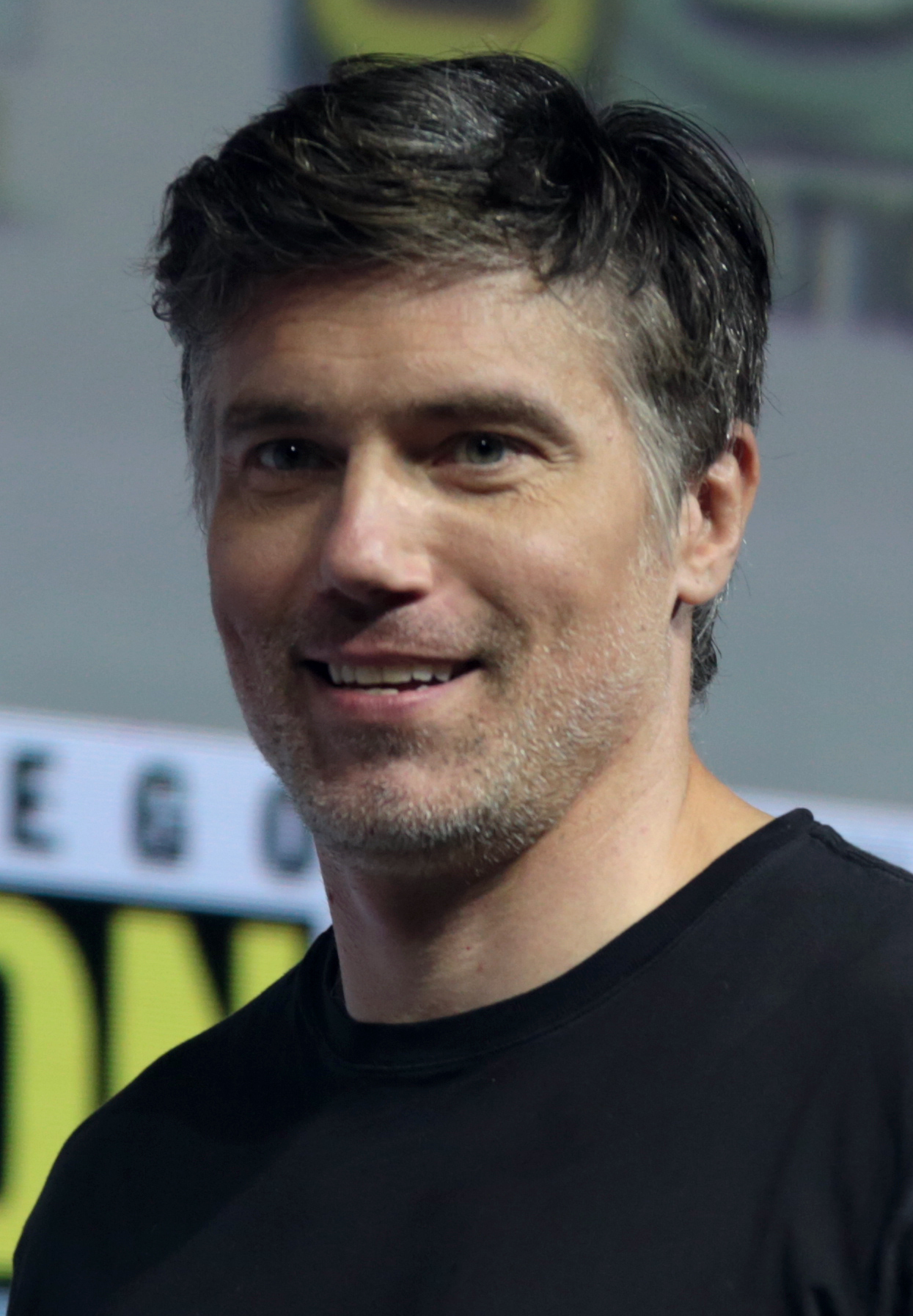
Anson Mount interpreta a Christopher Pike en Star Trek: Strange New Worlds y en Star Trek: Discovery

La versión de Mount de Pike aparece en el estreno de la segunda temporada "Brother". Ambientada en los años 2257-2258, el arco argumental de toda la temporada involucra a Pike asumiendo el comando temporal del USS Discovery mientras el Enterprise está inutilizado, para investigar las misteriosas "señales rojas": anomalías temporales que aparecen en todo el espacio y que tienen alguna conexión con la aparente falla y desaparición de Spock. El planeta Talos IV reaparece en el episodio "If Memory Serves", en el que también Pike y Vina vuelven a hacer contacto mental. En el episodio "A través del Valle de las Sombras", Pike recibe una premonición de su propio futuro, incluida su lesión y desfiguración. Se ve obligado a elegir entre quitarle un cristal del tiempo a Boreth que resolvería la crisis de la señal roja a costa de su discapacidad en el futuro o arriesgar el destino de la galaxia. Elige permanecer leal a los ideales de la Flota Estelar y aceptar sus futuras lesiones. Pike abandona el programa en el final de temporada "Such Sweet Sorrow, Part 2", ediendo el mando del USS Discovery a Saru, quien resuelve la crisis llevando el barco 930 años hacia el futuro. Pike se reúne con Spock y decide retomar el mando del Enterprise, conociendo su futuro pero disfrutando el presente.

#### Star Trek: Strange New Worlds
Después de que Anson Mount dejó Discovery después del final de la segunda temporada, los fanáticos de la serie comenzaron a pedirle que repitiera su papel de Christopher Pike en un spin-off ambientado en el USS Enterprise, junto a Rebecca Romijn como Número Uno y Ethan Peck como Spock.  Alex Kurtzman confirmó que el desarrollo de una serie de este tipo había comenzado en enero de 2020.  La producción de la serie comenzó en febrero de 2021 y la serie se estrenó en mayo de 2022.
En la primera temporada, Pike sufre una crisis de fe ante sus futuras lesiones. Pasa gran parte de la temporada debatiendo y lidiando con el incidente que se avecina. Cuando se encuentra con un niño que se convertirá en uno de los cadetes que no podrá salvar, Pike intenta alterar la línea de tiempo para salvar a todos y a él mismo. Sin embargo, su futuro yo, el almirante Pike, aparece con un cristal del tiempo para revelar que evitar su destino conduce a una línea de tiempo alternativa donde los eventos de "Balance of Terror" tuvieron lugar con Pike, no Kirk, al mando del Enterprise.

### Películas

#### Línea Temporal Kelvin

##### Star Trek(2009)
El Capitán Pike aparece en el reinicio de Star Trek (2009), esta vez interpretado por Bruce Greenwood. En la película, Pike anima a un joven y sin dirección James T. Kirk (Chris Pine) a seguir los pasos de su padre héroe y alistarse en la Flota Estelar.  Pike es el primer capitán del USS Enterprise, con el entonces no seleccionado cadete Kirk a bordo como polizón. En la culminación de la Batalla de Vulcano, Pike sigue un ultimátum de Nero (Eric Bana) para abordar el barco enemigo. Pike deja a Spock al mando del Enterprise con las palabras: "Y yo no soy el capitán. Tú lo eres".  (Kirk asume más tarde el papel de Spock como capitán interino). Pike es torturado para obtener información sobre las defensas de la Tierra, pero luego es rescatado por Kirk, a quien Pike también logra salvar de un ataque a pesar de sus heridas. Al final de la película, Pike asciende al rango de almirante y usa una silla de ruedas. Sin embargo, a diferencia de su homólogo de "The Menagerie", Pike aún conserva la capacidad de hablar y utilizar la parte superior de su cuerpo. Orgullosamente cede el mando del Enterprise a Kirk mientras se recupera de sus heridas, afirmando que el padre de Kirk estaría orgulloso de sus acciones.

##### Star Trek en la oscuridad
Greenwood repitió su papel de Pike en la siguiente película, Star Trek Into Darkness.  En la película, Pike se ha recuperado parcialmente del trauma que le infligió Nerón, utilizando un bastón en lugar de una silla de ruedas.  Después de que Kirk viola la Directiva Principal para rescatar a Spock (Zachary Quinto), Pike retoma brevemente el mando del Enterprise y advierte a Kirk que el Almirantazgo está amenazando con devolverlo a la academia. Pike confronta a Kirk sobre su comportamiento imprudente y sobre cómo sus propias acciones pueden hacer que maten a las personas más cercanas a él. Sin embargo, a pesar de su enojo con Kirk, Pike lo retiene como su primer oficial, evitándole tener que regresar a la academia. Más tarde le explica a Kirk que todavía cree en él y que también ve una "grandeza" detrás de su imprudencia. Durante una reunión con los comandantes de la Flota Estelar, incluidos el veterano almirante Marcus y el Capitán Kirk, Pike muere en un ataque terrorista a la Flota Estelar por parte de John Harrison. La muerte de Pike incita un deseo de venganza en Kirk, quien busca cazar a Harrison, lo que casi lleva a la Federación a una guerra a gran escala con los klingon. Al final de la película, se lleva a cabo un servicio conmemorativo para Pike y todas las demás personas que murieron como resultado de las acciones del almirante Marcus y Harrison.

## Recepción
En 2012, IGN clasificó al personaje Christoper Pike, como se muestra en la serie original y en la película Star Trek de 2009, como el 23º mejor personaje del universo Star Trek. 
En 2017, The Washington Post clasificó a Pike como el sexto mejor capitán de Star Trek, incluyendo las presentaciones del personaje en las películas de Kelvin (Bruce Greenwood) y el piloto y serie original de Star Trek (Jeffrey Hunter y Sean Kenney). 
En 2019, TV Guide calificó al Capitán Pike (interpretado por Mount) que aparece en Star Trek: Discovery como un "favorito de los fanáticos", y también destacó al número uno de Pike (interpretado por Rebecca Romijn). 

En 2019, debido a su inclusión en la segunda temporada de Star Trek: Discovery, Screen Rant clasificó a Pike de Mount como el segundo mejor capitán de Star Trek:
Este hombre vio su futuro como un trozo de carne desfigurado en una silla de ruedas y, aun así, siguió adelante. Eso es lo que llamamos valentía.